# Lepanus nitidus
Lepanus nitidus är en skalbaggsart som beskrevs av Matthews 1974. Lepanus nitidus ingår i släktet Lepanus och familjen bladhorningar. Inga underarter finns listade i Catalogue of Life.